# Districte de Pyapon
El districte de Pyapon o Hpyar-pon és una divisió administrativa de Birmània (Myanmar) a la divisió d'Ayeyarwady amb capital a Pyapon o Hpyar-pon. És un districte costaner al golf de Martaban. Limita a l'oest amb el riu Irauadi que el separa del districte de Myaungmya; i a l'est amb el riu To o China Bakir que el separa del districte d'Hanthawaddy; al nord es troba el districte de Maubin. El terreny és pla amb diversos rius i rierols. Els principals rius a més dels que formen els seus límits són el Donyan i el Thandi, branques de l'Irauadi, i el Thakutpin (o Bassein/Pathein) i el Kyaklat, branques del To amb una derivació anomenada Gonnyindan que després de connectar amb diversos rius menors desaigua com a riu Dala. Els torrents principals són el Uyin, Podok, Wayakaing i altres. La superfície és de 5.535 km² i una població el 2003 d'1.113.569 habitants.
Està format per quatre townships:
- Hpyar-pon (Pyapon)
- Bo-ga-lay (Bogalay o Bogale)
- Kyaik-lat (Kyaiklat)
- Day-da-ye (Dedaye)

## Història
El que fou el districte formava el township de Pyapon al districte de Thongwa (1875-1903) i el 1881 tenia 97.000 que el 1891 s'havia incrementat a 139.000 i el 1901 a 226.443 habitants. El districte es va crear el 1903 segregat del de Thongwa que aquest mateix any fou rebatejat districte de Maubin; ja el 1903 va quedar dividit en els quatre townships que s'han conservat fins al dia d'avui, en dues subdivisions: la de Pyapon (townships de Pyapon i Bogale) i la de Kyaklat (townships de Kyaklat i Dedaye) i amb 393 pobles amb cap i 4 cercles thugyis. La principal antiguitat del districte és una pagoda anomenada Tawkyat a Dedaye que només tindria poc més de dos-cents anys. La població era en un 88% birmana, amb una minoria karen i poblacions menors musulmanes i índies. El 74% vivia de l'agricultura i la pesca. El township de Pyapon té una superfície de 1.116 km² i el 1901 la població era de 43.922 habitants dels quals 5.883 a la ciutat de Pyapon, capital del township, de la subdivisió i del districte; el nombre de pobles era de 157.